# Peter Rochelsberg
Peter Rochelsberg (né le 23 mai 1881 à Cologne, mort au XXe siècle) est un peintre, scénographe et chef décorateur allemand.

## Biographie
Il travaille comme peintre de théâtre après la Volksschule. En 1918, Rochelsberg rejoint l'industrie cinématographique à Munich et, souvent aux côtés de son collègue Otto Voelckers (de), produit de nombreux films, notamment dans les années 1920, dont plusieurs productions secondaires des réalisateurs Carl Boese, Géza von Bolváry, Jaap Speyer et Manfred Noa. Parmi les autres grands projets ambitieux de Rochelsberg figurent l'adaptation par Noa de Nathan le Sage et, immédiatement après, le film en deux parties Hélène de Troie du même réalisateur dans une production de Bavaria.
À partir de 1927, Peter Rochelsberg travaille également dans les ateliers d'art théâtral. Vers la fin de l'ère du cinéma muet, en 1929-1930, Peter Rochelsberg conçoit les décors d'une série de films locaux de Franz Seitz senior et Hanns Beck-Gaden. Peu de temps auparavant, Rochelsberg avait supervisé la scénographie du premier long métrage de Karl Valentin, Der Sonderling. Rochelsberg n'a pratiquement plus pu obtenir de commandes de films sonores : seul un court métrage de 1936 est documenté, après quoi sa trace est perdue.

## Filmographie
- 1920 : Der unheimliche Chinese
- 1921 : Der heilige Hass
- 1922 : Marcco, der Ringer des Mikado
- 1924 : Sklaven der Liebe
- 1924 : Hochstapler wider Willen
- 1924 : Die Königsgrenadiere
- 1925 : Frauen, die nicht lieben dürfen
- 1926 : Die Fürstin der Riviera
- 1926 : Das deutsche Mutterherz
- 1926 : La Bayadère
- 1926 : Fräulein Mama
- 1927 : Hotelratten
- 1927 : Die Königin de Varietés
- 1930 : Wildschütz Jennerwein
- 1930 : Der Mönch von St. Bartholomä
- 1930 : Der Herrgottschnitzer von Oberammergau
- 1930 : Der Jäger von der Riss